# Suore del Preziosissimo Sangue (Dayton)
Le Suore del Preziosissimo Sangue (in inglese Sisters of the Precious Blood; sigla C.P.P.S.) sono un istituto religioso femminile di diritto pontificio.

## Storia
La congregazione fu fondata dalla vedova svizzera Anna Marie Brunner: durante un pellegrinaggio a Roma, venne in contatto con i missionari del Preziosissimo Sangue e decise di dedicare la sua vita alla diffusione della devozione al sangue di Cristo. Nel 1834 raccolse a Löwenberg, in diocesi di Coira, una comunità di religiose che iniziò a dedicarsi, oltre che al culto del Preziosissimo Sangue, alla cura degli orfani.
Il figlio di Anne Marie, il sacerdote Franz Sales Brunner, nel 1838 entrò nella congregazione dei missionari del Preziosissimo Sangue e fu nominato superiore generale della comunità iniziata da sua madre: egli adattò le regole delle religiose a quelle dei missionari e associò giuridicamente la congregazione femminile a quella maschile.
Nel 1843 Franz Sales Brunner fu inviato come missionario negli Stati Uniti e chiamò in Ohio alcune religiose, che si stabilirono a New Riegel: la casa-madre della congregazione fu poi trasferita in America e il castello di Löwenberg fu venduto nel 1850.
La congregazione femminile si rese autonoma dal ramo maschile nel 1887 e le suore poterono eleggere la loro prima superiora generele; l'istituto ricevette il pontificio decreto di lode nel 1937 e l'approvazione definitiva nel 1946.

## Attività e diffusione
Le suore si dedicano all'insegnamento, alla cura degli orfani, al lavoro nelle parrocchie e all'adorazione del Santissimo Sacramento.
Oltre che negli Stati Uniti d'America, sono presenti in Cile e Guatemala; la sede generalizia è a Dayton, in Ohio.
Alla fine del 2015 l'istituto contava 120 religiose in 22 case.